# Наполеон II
Наполеон II (фр. Napoléon II), повне ім'я Наполеон Франсуа Жозеф Шарль Бонапарт (фр. Napoléon François Joseph Charles Bonaparte), Король Римський, Франц, герцог Рейхштадтський, (нім. Franz Herzog von Reichstadt; 20 березня 1811, Тюїльрі, Париж, Перша французька імперія — 22 липня 1832, Шенбрунн, Відень, Австрійська імперія) — син (єдина законна дитина) Наполеона I Бонапарта, імператора французів. Увійшов в історію під династичним іменем, котре йому дали бонапартисти. Фактично ніколи не правив, проте з 22 червня по 7 липня 1815 французький законодавчий орган визнавав його імператором, тому в історіографії він вважається діючим імператором.
Прізвисько «Орлятко» було дано йому посмертно, і його популяризувала однойменна п'єса Едмона Ростана «Орлятко» (фр. l'Aiglon), де роль Наполеона II зіграла Сара Бернар.

## Римський король і номінальний імператор

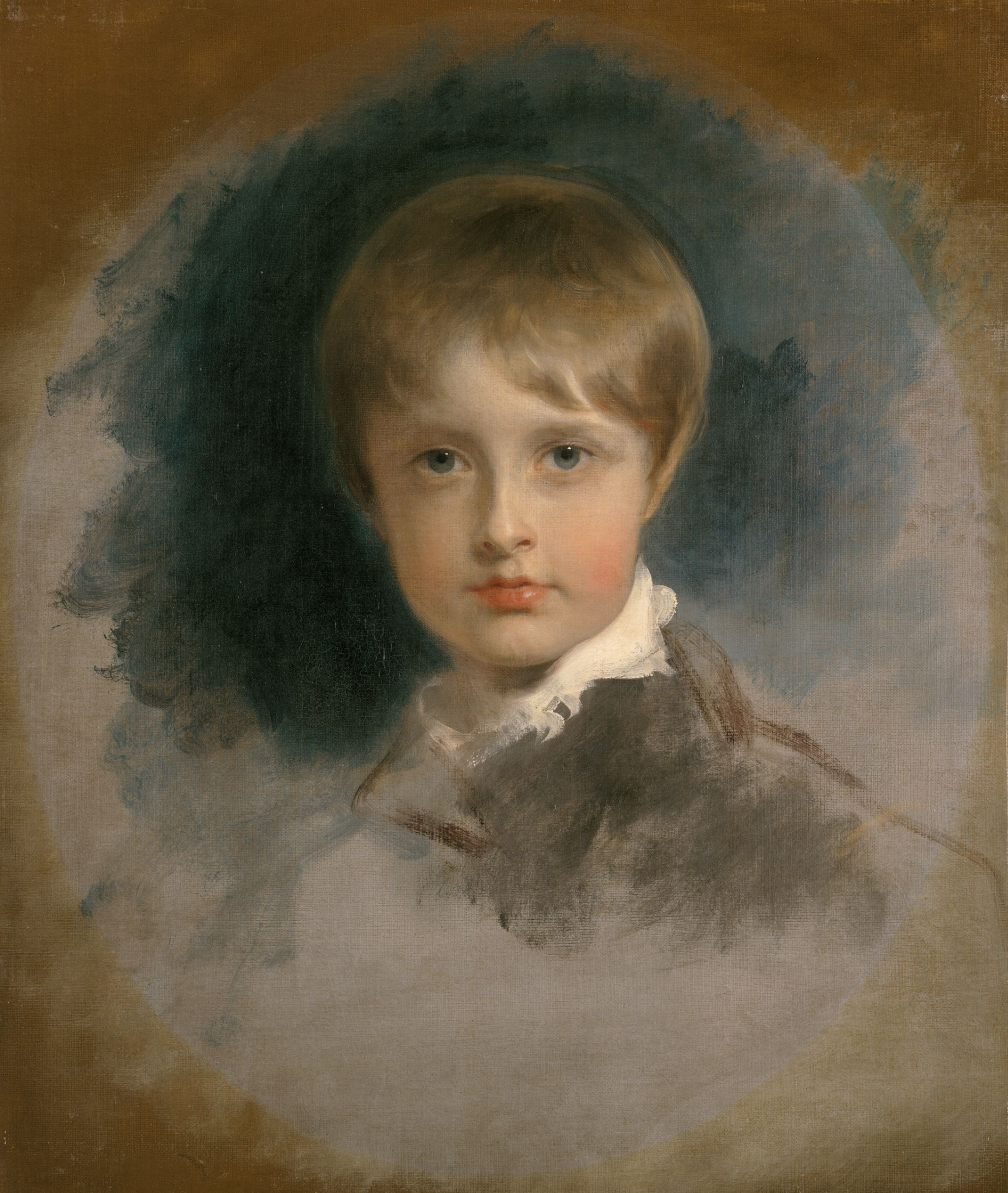
Наполеон II в дитинстві

Народився 20 березня 1811 від другого шлюбу з Марією-Луїзою Австрійською в Парижі в палаці Тюїльрі. Одразу після народження довгоочікуваний син був проголошений Наполеоном королем Римським (фр. Roi de Rome) і спадкоємцем імперії. Двічі: спершу в 1814 і вдруге в 1815, після Ста днів, Наполеон відрікався від престолу на користь сина, але обидва рази союзники проголошували Бонапартів позбавленими влади, а законним монархом Франції називали Людовіка XVIII.
Після поразки при Ватерлоо Наполеон відрікся від престолу на користь сина, якого проголосив імператором під іменем Наполеон II; однак він не був у Франції, і, за тодішніх умов, зречення не мало ніякого практичного значення.

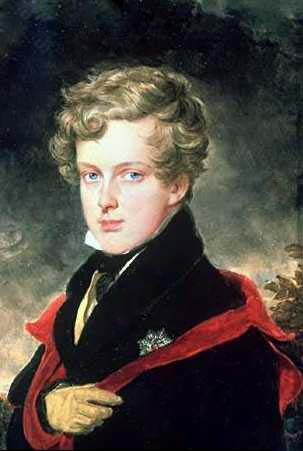
Наполеон II

## «Орлик» в Австрії
Після першого зречення Наполеона I в 1814 Марія-Луїза переїхала до Австрії й оселилася разом з сином неподалік Відня, в замку Шенбрунн. Коли Наполеон I повернувся в 1815 у Францію, він зажадав від австрійського уряду повернення дружини і сина, проте безуспішно. Чотирирічний римський король залишався з матір'ю в Австрії і виховувався Матвієм Коліном.
Коли Марія-Луїза, в 1816, переїхала в Парму, її син залишився у Відні з дідом Францом I Австрійським. Договір, укладений союзниками, залишив Наполеона II без спадкових прав на Парму; за це австрійський імператор нагородив його богемський герцогством Рейхштадт, з титулом «Світлості».
При дворі, у Відні, про його батька при ньому намагалися не згадувати, він вважався «сином Її Високості ерцгерцогині»; з дитинства його привчали до німецького імені Франц, а не Наполеон. Попри це, він досить добре знав про батька, був його прихильником і обтяжувався австрійським двором. З 12-річного віку герцог Рейхштадський рахувався на військовій службі, на якій він до 1830 дослужився до майора. Навколо його імені постійно складали легенди; всі розуміли, що в разі будь-яких політичних ускладнень одне ім'я Наполеона II може послугувати прапором для небезпечного руху. Бонапартисти вважали його своїм лідером після смерті його батька у 1821 році. Сам Наполеон II, знаючи про своє походження, ретельно вивчав військову справу і постійно мріяв про славу і подвиги. Однак він був хворобливим; передчасна смерть 22 липня 1832 від туберкульозу у віці 21 року в Шенбрунні позбавила австрійську дипломатію багатьох проблем. Проте ходили чутки про те, що він був отруєний.

## Посмертна доля

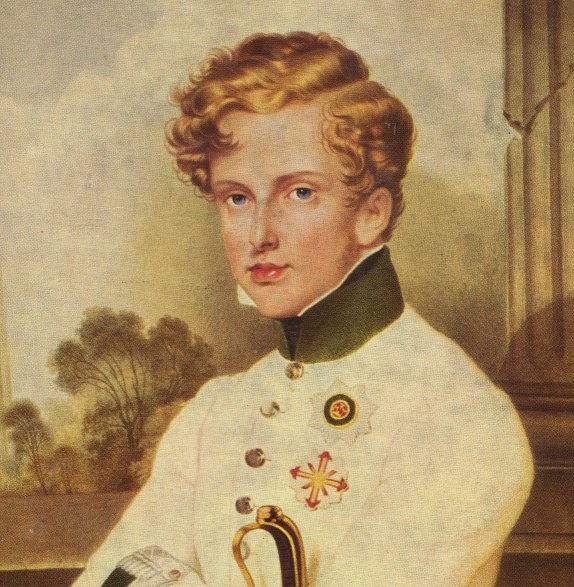
Король Римський

Його двоюрідний брат принц Луї Наполеон, проголосивши себе в 1852 імператором, прийняв ім'я Наполеон III; таким чином, він (як і всі Бонапартисти) вважав постфактум Наполеона II головою династії в 1821—1832, а себе — його наступником.
15 грудня 1940, за наказом Адольфа Гітлера, залишки герцога Рейхштадського були перенесені з Відня (на той час в складі Третього рейху) в Париж (окупований Німеччиною) і поховані в Домі Інвалідів поряд з гробницею батька; при цьому серце покійного, зберігалося, за тогочасними звичаями, окремо, і залишилося у Відні. Це відбулося рівно через 100 років після перенесення в Дім Інвалідів праху самого Наполеона.
Доля Наполеона II надихнула Едмона Ростана на драму «Орлятко» (фр. L’Aiglon). Через цей твір прихильницею особистості обидвох Наполеонів стала Марина Цвєтаєва. Вважається, що книга Януша Корчака «Король Матіуш I» навіяна долею Наполеона II.